# 松林図屏風
松林図屏風（しょうりんずびょうぶ）は、安土桃山時代の絵師・長谷川等伯の代表作。紙本墨画、六曲一双、各縦156.8cm横356.0cm（本紙部分のみ）の屏風画である。「美術史上日本の水墨画を自立させた」と称される、近世日本水墨画の代表作の1つ。国宝。東京国立博物館蔵。

## 概要
| 松林図屏風（左隻） |  | （右隻） |
| 松林図屏風（左隻） |  | （右隻） |

本作品には年記がなく制作年代は未詳であるが、等伯の作風の変遷から文禄2-4年（1593-95年）頃、長谷川等伯50歳代の作と推定されている。文禄元年（1592年）等伯が祥雲寺障壁画（現・智積院襖絵）を完成させた翌年、息子の久蔵が26歳で亡くなっており、その悲しみを背負った等伯が、人からの依頼ではなく自分自身のために描いたとも言われる。等伯は遠藤陽紫（17歳）と一緒に出かけた際に松林を見つけイメージが湧いたとされ、その際に考えていたのがこの図法とされている。
樹木の描き方には、等伯が私淑した牧谿の影響が見られるが、もはや模倣の域ではなく完全に自己の画風に取り込んでいる。粗放で力強い松を書くのに、等伯は藁筆や、使用しても洗わずに固くなった筆を用いたとも言われる。また、室町時代の大和絵でしばしば描かれた『浜松図』（東京国立博物館、他蔵）や伝能阿弥筆の『三保松原図』（頴川美術館蔵）の影響も指摘される。いずれにしても、大和絵の伝統のモチーフである松林のみを、中国から伝わった水墨画で描く点に、等伯の清新さが認められる。等伯の生まれ育った能登の海浜には、今もこの絵のような松林が広がっており、彼の脳裏に残った故郷の風景と牧谿らの技法や伝統とが結びついて、このような日本的な情感豊かな水墨画が誕生したとも想像されている。1980年代に長谷川等伯は人生を賭けて描いたと言われている。『等伯画説』第70条に、堺の宗恵 が梁楷の柳の絵を見て呟いた「静かなる絵」という言葉に等伯は共感して、自分の理想の絵画を「静かなる絵」と考えた話を記す。等伯が考えた「静かなる絵」は、「瀟湘八景」中の「瀟湘夜雨」「煙寺晩鐘」のような、雪、夜、雨、月、煙 （霧）が描かれた物で、遠くの雪山をのぞみ朝霧の立ち込めた松林を描く「松林図」は、まさに等伯が求める絵の具現化と考えて良いだろう。
本作品が世に知られるようになったのは比較的新しく、1932年（昭和7年）のことである。1934年（昭和9年）に旧国宝（現行法の重要文化財に相当）に指定され、1952年（昭和27年）11月22日付で文化財保護法に基づく国宝に指定されている（指定番号 絵画51番）。

## 松林図をめぐる諸説
右隻の右2扇分と左4扇分との間、左隻の右3扇分と左3扇分との間に紙継ぎのずれが見える点、普通この程度の大きさの屏風は縦5枚継ぎだが、右隻は6枚継ぎでしかも上下端の紙がごく小さい点、通常の屏風絵に使われる頑丈な雁皮紙ではなく、きめの荒く不純物が混じった薄手の料紙を用いている点、右隻と左隻の紙幅に2センチも差がある点などから、元々はもっと大きな絵で、完成作でなく下絵、特に障壁画制作のための図案として描かれていた可能性が指摘されている。確かに完成作では考えられないような、墨が無造作に撥ねた痕跡が画中のあちこちにあり、枝先や根元には紙を垂直に立てて描いたためであろう墨溜りができている。しかしその反面、下絵では普通使わないであろう最高級の墨が使われている事も指摘されている。また、実際に屏風を立てて観察すると、屏風が奥へ折り曲げられている箇所では樹木も奥に向かい、手前で折られている部分では、松樹は濃墨で描かれ奥になるほど淡墨になる、といった屏風絵として鑑賞されることを想定しなければ不可能な工夫が凝らされている。
試しに継ぎ目を元の状態に戻すと、左隻の右1扇目上部の山から緩やかな三角形をえがいた安定のよい構図にまとまる。更に、左隻3、4扇目やや下の斜めに傷のように走る線がほぼ繋がるようになり、ちょうど対辺延長上の両端に落款が押されている。しかし今度は、左隻下の地面を表す薄墨が大きくずれ、現状の作品がもつリズム感が失われてしまう。また、この落款は基準印と異なる事から、後に押された可能性が高い。これを説明するため、元々この間に現在は失われた1、2扇があったとする案や、元は屏風の左右が逆で、左隻左端中程にわずかに覗く枝の先端部が右隻右端の松の延長部分とする仮説などが提出されている。
1997年（平成9年）には、松林図屏風と酷似した作品が発見されており（「月夜松林図屏風」個人蔵、京都国立博物館寄託）、等伯にごく近い絵師が本作を模倣したものと推定される。この屏風の出現により、制作後余り時を経ない時期（桃山時代末、慶長年間後半か?）に、長谷川派内で表装されたことが明らかとなった。また、派内で押印した場合、当然正印が用いられるはずであるから、以前から指摘されていた偽印説は裏付けを得たことになる。

## 参考資料
- 展覧会図録
  - 『没後400年 長谷川等伯』東京国立博物館2-3月 京都国立博物館4-5月、2010年
  - 『国宝・松林図屏風 : 開館10周年・新七尾市誕生記念』石川県七尾美術館、2005年
  - 『国宝松林図屏風展 : 開館三十五周年記念長谷川等伯』出光美術館、2002年。図録収録の郡司亜也子「松林図の特質と位置 ─研究史を中心に─」は、これまでの松林図研究の文献とその要点がまとめられており貴重である。